# Geranomyia circipunctata
Geranomyia circipunctata är en tvåvingeart som beskrevs av Enrico Adelelmo Brunetti 1912. Geranomyia circipunctata ingår i släktet Geranomyia och familjen småharkrankar. Inga underarter finns listade i Catalogue of Life.